# 엠폭스
엠폭스(영어: mpox, 문화어: M천연두비루스감염증)는 원숭이두창 바이러스에 의해 발생하는 감염병이다. 열감, 두통, 근육통, 임파선염, 피로감 등이 초기 증상이며, 이후 수포와 딱지가 피부에 형성된다. 바이러스에 노출되어 증상이 나타나기까지 10일 정도가 걸린다.
야생동물 고기를 다루거나, 야생동물에게 물리거나 할퀴어지거나, 또는 바이러스에 오염된 물체와 접촉하거나, 감염자에게 옮는 등의 방식으로 감염된다.
중앙아프리카 및 서아프리카에서 가장 빈발한다. 1958년 실험실 원숭이들에게서 처음 발견되었고, 인간의 감염 사례는 1970년 민주콩고에서 처음 발생했다. 2003년 감비아산 쥐를 상품으로 취급한 애완동물 가게를 통해 미국에서도 발병하기 시작했다. 2022년 현재 유럽에서 빠른 속도로 전파되고 있다.

## 명칭
초기에는 원숭이두창(- 痘瘡, 문화어: M천연두, 영어: monkeypox)으로 불렸으나 2022년 11월 28일에 세계 보건 기구는 "통신에서 엠폭스라는 용어를 채택하고 다른 사람들이 이러한 권고를 따르도록 권장할 것"이라고 발표했다. 원숭이두창이라는 이름은 원숭이가 주요 숙주나 저장 숙주가 아니기 때문에, 질병의 근원지로서 아프리카 국가에 대한 낙인을 강화하고 흑인을 영장류와 비교하는 인종 차별적 고정 관념을 조장하는 잘못된 이름이라는 비판을 받았다. 이 변경은 25명의 아프리카 과학자들의 공개 서한에 이은 것으로, 이 문제가 질병 발생을 억제하기 위한 노력에 해를 끼치고 있다고 경고했다.
대한민국 중앙방역대책본부도 2022년 12월 14일, 전문가 자문회의를 거쳐 질병명을 엠폭스로 변경한다고도 밝혔다.

## 역학
앰폭스는 야생동물의 고기를 다룬 경우, 동물에게 물리거나 긁힌 경우, 체액, 오염된 물건, 감염된 사람과의 밀접 접촉을 통해 전파될 수 있다.
유럽 질병예방통제센터(ECDC)는 원숭이두창 바이러스가 사람 사이에서 전파 가능하다고 여기고 있다. ECDC에 따르면 전염이 가장 흔히 발생한 남성과 성교하는 남성(MSM)들 사이에서, 감염성의 피부 병변에 서로 가까이 접촉하게 되는 성행위로 인해 전염이 발생했을 것이다.
네이처에서 안네 리모인과 레이나 매킨타이어는 MSM 감염 비율이 높은 이유는 바이러스가 성적으로 전염된다기보다는, 지역사회로 바이러스가 우연히 도입된 이후 성행위가 '밀접 접촉' 역할을 했기 때문이라고 추측했다.

## 증상

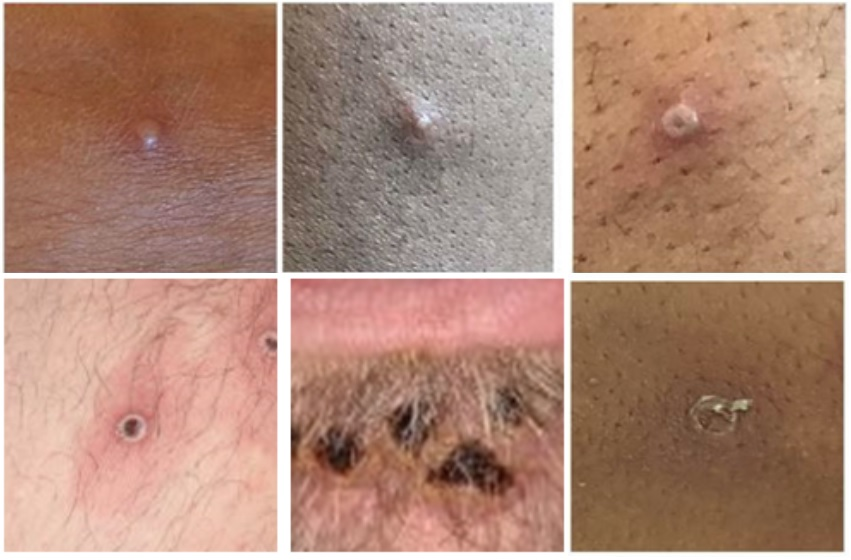
엠폭스 병변의 발달 단계

엠폭스는 노출 1-2주 이후 발열이나 다른 비특이적 증상이 나타난다. 감염 초기에는 발열, 두통, 근육통, 피로감이 나타난다. 임파선염이 특징적으로 나타난다. 이후 수포를 형성하는 발진이 얼굴에 처음으로 나타나고 곧 온 몸으로 퍼진다. 병변은 작은 반점 모양에서 맑은 액체가 들어있는 뾰루지로 바뀌는데 곧 고름이 들어차 터지고 딱지가 앉는다. 병변의 모양은 천연두의 것과 동일하다. 증상은 일반적으로 2~4주간 지속된다.

## 예후
어린이나 임산부, 면역억제 상태인 사람은 중증 환자가 되기 쉽다.

## 예방 및 치료
천연두 백신은 엠폭스 감염을 85% 정도 예방할 수 있다. 이 수치는 1980년대 후반에 아프리카에서 천연두 백신을 사용하여 수행한 연구를 통해 계산된 것이다. 2019년, 엠폭스 백신인 진네오스가 미국에서 성인을 대상으로 사용이 승인되었다. 2020년대의 치료 표준은 특히 엠폭스나 천연두 같은 오르소폭스바이러스 감염을 대상으로 사용하는 항바이러스제인 테코비리마트이다. 테코비리마트는 유럽 연합과 미국에서 엠폭스 치료용으로 승인되었다. 시도포비르나 브린시도포비르도 유용할 수 있다. 치료하지 않았을 시 사망률은 콩고 분지(중앙아프리카) 계통군의 경우 약 10-11% 정도로 보고되었다.

## 같이 보기
- 2022~2023년 엠폭스 유행
- 2023~2024년 엠폭스 범유행